# Benny Paret
Bernardo Paret, detto Benny (Santa Clara, 14 marzo 1937 – New York, 3 aprile 1962), è stato un pugile cubano, soprannominato Kid.
Conquistò due volte il titolo mondiale dei pesi welter nei primi anni sessanta e morì nel 1962 a seguito dei colpi ricevuti da Emile Griffith nel corso del terzo incontro tra i due pugili, con in palio la corona mondiale. Quella di Paret è ritenuta la prima morte sul ring in diretta televisiva nazionale, anche se tecnicamente la morte vera e propria avvenne dopo dieci giorni di coma nel quale era caduto poco dopo la fine del combattimento.

## Carriera
Paret esordì al professionismo nel 1954, a soli diciassette anni, nei pesi welter. Dopo 22 incontri, con 20 vittorie e due sconfitte, l'8 febbraio 1958 affrontò a L'Avana il connazionale Luis Manuel Rodríguez che lo batté ai punti in dieci riprese. Parimenti sei mesi dopo, Rodríguez si aggiudicò la rivincita sempre ai punti in dieci riprese a L'Avana.
Il 26 settembre 1959, sul ring ostile di San Juan di Portorico strappò un pari al peso medio José Torres, futuro campione mondiale dei mediomassimi, che sino ad allora aveva sempre vinto i suoi 27 match disputati. Fu allora designato a combattere per il titolo mondiale dei pesi welter, che conquistò per la prima volta il 27 maggio 1960, a Las Vegas, battendo ai punti Don Jordan.
Il 16 agosto 1960, a New York perse ai punti con Denny Moyer, già sfidante di Jordan per il mondiale, in un match non valido per il titolo. Il 10 dicembre dello stesso anno difese vittoriosamente la cintura mondiale battendo ai punti, a New York, l'argentino Luis Federico Thompson. Il 25 febbraio 1961 perse ai punti, a Los Angeles, contro il messicano Gaspar Ortega, futuro avversario di Nino Benvenuti, nei superwelter.
Incappò per la prima volta nei pugni di Emile Griffith il 1º aprile 1961 a Miami Beach. Il fuoriclasse statunitense delle Isole Vergini lo mise KO al tredicesimo round, strappandogli la corona mondiale dei welter.
Paret riconquistò la corona il 30 settembre successivo a New York battendo Griffith ai punti ma con decisione non unanime. Il 9 dicembre dello stesso anno tentò velleitariamente di conquistare il titolo mondiale dei pesi medi sfidando il micidiale Gene Fullmer, che poteva vantare due vittorie sul grandissimo Sugar Ray Robinson e due sul grande Carmen Basilio. Fu abbattuto per KO al decimo round.
Il 24 marzo 1962 al Madison Square Garden, con in palio il titolo mondiale, Paret disputò il suo terzo incontro contro Griffith, trasmesso in diretta televisiva dalla ABC e considerato uno dei più brutali combattimenti della storia.
Nel sesto round il cubano fu vicino a mettere fuori combattimento l'avversario, con una combinazione di molti colpi, ma Griffith venne salvato dal gong. Nella dodicesima ripresa, subito dopo che il telecronista disse «questa è stata una ripresa modesta» Griffith colpì Paret ventinove volte, con una serie di diciotto colpi in sei secondi e l'avversario alle corde prima che l'arbitro Ruby Goldstein fermasse il combattimento per knock-out tecnico. Paret entrò in coma dopo l'incontro, e morì dieci giorni dopo. Benny "Kid" Paret venne tumulato al Saint Raymond's Cemetery nel Bronx, NY.
In carriera Paret conseguì il record di 35 vittorie, 11 delle quali per KO, 12 sconfitte e 3 pareggi

## Controversie
Il suo ultimo incontro è stato oggetto di molte controversie. È stato teorizzato che una delle ragioni per cui Paret morì sia stata quella della sua vulnerabilità a causa dei colpi presi nei suoi precedenti incontri. Le autorità pugilistiche dello Stato di New York furono infatti criticate per aver consentito a Paret di combattere solo pochi mesi dopo essere stato messo KO da Gene Fullmer.
Vennero anche analizzate le azioni di Paret prima dell'incontro finale e si sostiene che Paret abbia apostrofato Griffith chiamandolo Maricòn ("frocio" in slang spagnolo). Ritenendosi insultato, già allora Griffith tentò di colpire Paret ma venne trattenuto. Accuse di omosessualità, nel 1962, erano considerate fatali per la carriera di un atleta e un insulto particolarmente grave avrebbe nuociuto alla carriera di entrambi gli atleti.
L'arbitro Ruby Goldstein, un veterano rispettato, venne criticato per non aver fermato prima il combattimento. Si disse che Goldstein aveva esitato a causa della reputazione di Paret di fingere infortuni e quella di Griffith di non essere dotato di grande potenza. Un'altra teoria è che Goldstein potesse aver temuto per le proteste dei sostenitori di Paret.
L'incidente, assieme alla morte di Davey Moore, un anno dopo per un differente infortunio sul ring, causarono un dibattito incentrato sul fatto se il pugilato dovesse essere considerato uno sport o meno. La boxe non venne più trasmessa dalla televisione degli Stati Uniti fino agli anni 1970. Goldstein non arbitrò mai più incontri di pugilato.

## Nella cultura di massa
La morte di Paret fu argomento di una canzone di protesta, nel 1962, da parte del cantante folk Gil Turner. La canzone, "Benny 'Kid' Paret", venne pubblicata nel periodico Broadside quello stesso mese e poi incisa dal gruppo musicale di Turner, The New World Singers, nell'album del 1963 della Folkways, Broadside Ballads, Vol. 1.
Paret è anche uno dei molti pugili citati nelle canzoni dell'album di Sun Kil Moon, Ghosts Of The Great Highway. Sull'album sono incise diverse canzoni sulla storia di pugili morti in giovane età.
Il terzo incontro Griffith-Paret fu alla base di un documentario del 2005 dal titolo Ring of Fire: The Emile Griffith Story. Alla fine del documentario Griffith, che ha nutrito sensi di colpa per l'incidente nel corso degli anni, si presenta al figlio di Paret. Questi lo abbraccia e gli dice che l'ha perdonato.